# Bruxelles en état d'alerte maximale
Bruxelles en état d'alerte maximale ou Bruxelles en état d'urgence ou encore Bruxelles en état de siège (également connu en tant que lockdown de Bruxelles) est le nom donné par les médias à la situation d'alerte que vivent pendant six jours (du 21 au 26 novembre 2015) les populations de la Région de Bruxelles-Capitale et de Vilvorde à la suite du relèvement par l'Organe de coordination pour l'analyse de la menace (OCAM) du niveau d'alerte au niveau 4, soit le niveau maximal et qualifiant la menace d'attentat de « sérieuse et imminente », le 21 novembre 2015, consécutivement aux attentats du 13 novembre 2015 en France.
En conséquence, les écoles et universités sont fermées, ainsi que les commerces et les transports en commun, notamment le métro. Les patrouilles militaires sont intensifiées et plusieurs perquisitions se sont déroulées. Les Bruxellois étaient invités à éviter les grands rassemblements.

## Contexte

### Attentats du 13 novembre 2015 en France
Dans la soirée du 13 novembre 2015, la ville de Paris et sa périphérie (Saint-Denis) sont les cibles d'une série de fusillades et d'attaques-suicides meurtrières revendiquées par l'organisation terroriste État islamique (dite « Daech »), faisant 130 morts et plusieurs centaines de blessés,. Parmi les suspects identifiés, certains d'entre eux sont domiciliés à Molenbeek-Saint-Jean, en Belgique. Dans les jours qui suivent ces attentats, diverses opérations de police sont menées sur le territoire belge, et notamment à Bruxelles afin de notamment retrouver, sans succès, un des suspects principaux des attentats, à savoir Salah Abdeslam.

### Bruxelles en état d'alerte
Le lundi 16 novembre 2015 au soir, la présence potentielle d'un des suspects principaux de ces attentats pousse l'Organe de coordination pour l'analyse de la menace (OCAM) à relever le niveau d'alerte de 2 à 3, définissant la menace comme « possible et vraisemblable », pour l'ensemble du pays, recommandant dans la foulée l'annulation de la rencontre de football devant opposer la Belgique à l'Espagne le mardi 17 novembre 2015 au stade Roi Baudouin. La rencontre sera officiellement annulée le lendemain matin.
Dans les jours qui suivent, en raison de cette menace terroriste, d'autres événements culturels, festifs ou sportifs sont modifiés ou annulés :
- Dans un premier temps, décision par les autorités académiques de l'université libre de Bruxelles et de la Vrije Universiteit Brussel de déplacer la Saint-Verhaegen prévue le 20 novembre au Plateau du Heysel et de remplacer le cortège par un cantus et un banquet[6]. Dans un second temps, les autorités académiques décident, en concertation avec les associations étudiantes, d'organiser celle-ci sur la Grand-Place de Bruxelles et d'y tenir les traditionnels discours, le cortège folklorique au départ du Sablon demeurant annulé et le "thé dansant" (TD) du soir maintenu[7]. Finalement, toutes les cérémonies et célébrations de la Saint-V seront annulées le vendredi 20 novembre au matin, TD compris, à la suite de la recommandation du centre de crise fédéral[8]. Certains étudiants braveront néanmoins l'interdit et se rassembleront au petit Sablon[9].
- Évacuation, en guise de précaution, des campus de l'université libre de Bruxelles le jeudi 19 novembre au soir[10].

## Bruxelles et Vilvorde en état d'alerte maximale

### Chronologie des événements

#### Samedi 21 novembre 2015
Le 21 novembre 2015, le niveau de la menace concernant Bruxelles est réévalué à son niveau maximum, soit 4. Il reste au niveau 3 pour les autres régions du pays. Le bourgmestre de Vilvorde, Hans Bonte, décide de suivre les mêmes recommandations pour sa commune et justifie sa décision par le fait qu'« il y a seulement 1 centimètre de différence entre Bruxelles et Vilvorde » (« Er is maar 1 centimeter verschil tussen Brussel en Vilvoorde »). 
Le jour même, le premier ministre belge, Charles Michel convoque un conseil national de sécurité et déclare qu'il y a un "risque d'attentat par des individus avec armes et explosifs à plusieurs endroits de la capitale".
Sur base des indications de l'OCAM, Charles Michel annonce la fermeture du métro bruxellois. Il en est de même concernant la gare ferroviaire de Bruxelles-Schuman.

#### Dimanche 22 novembre 2015
Ce lockdown permet en outre aux autorités belges de concentrer leurs effectifs policiers sur la traque du terroriste Salah Abdeslam. Pour ce faire, ces soirs-là, 19 perquisitions sont menées dans l'agglomération de Bruxelles, ainsi que 3 à Charleroi. Elles se révèlent négatives quant à la découverte du fugitif, bien que seize suspects soient arrêtés.
Le 14 décembre 2015, on apprend a posteriori du ministre de l'Intérieur belge Jan Jambon, que les autorités étaient en possession d'informations très sérieuses laissant à penser que des attentats allaient être commis le dimanche 22 novembre 2015 avant minuit. Il déclare même "Après coup, on s'est rendu compte qu'on est passé par le chas de l'aiguille",.

#### Lundi 23 novembre 2015
Dans l'après-midi du lundi 23 novembre 2015, le Conseil national de sécurité, comprenant notamment le premier ministre, les vice-premiers ministres et différents ministres (Intérieur, Justice et Défense) ainsi que l'OCAM, les Renseignements militaires et la Sûreté de l'État, se réunit à nouveau afin de réévaluer la menace terroriste. Une conférence de presse est prévue à l'issue de cette réunion.
En début de soirée, après plus de trois heures de réunion, Charles Michel confirme en conférence de presse le maintien du niveau d'alerte à 4 pour la région bruxelloise au moins jusqu'au lundi suivant et annonce la réouverture progressive des écoles et la reprise de la circulation des métros à partir du mercredi 25 novembre 2015. Dans le même temps, l'unité locale de sécurité intégrée (Lokale Integrale Veiligheidscel) de Vilvorde confirme la maintien de la fermeture des écoles de la commune le mardi 24 novembre 2015,,.

## Conséquences directes

### Bruxelles
Diverses mesures directes sont prises en région bruxelloise : interruption de la circulation des métros et pré-métros et fermeture de toutes les stations, fermetures de nombreux centres culturels et commerciaux, de cinémas (UGC et Kinépolis) et musées, d'infrastructures sportives (piscines), de l'Atomium et du Palais des beaux-arts, annulation de marchés hebdomadaires, de concerts dont celui de Johnny Hallyday et ceux de l'Ancienne Belgique et du Botanique, et de rencontres sportives amateures,,,.

### Vilvorde
Les conséquences pour la commune de Vilvorde et ses habitants sont du même ordre que celles de Bruxelles : fermeture des écoles, annulation de manifestations comme les représentations du cirque (avec en outre départ anticipé de celui-ci), le Soepfestival ou encore l'entrée de Saint-Nicolas,,,.

## «Lockdown» sur les médias sociaux
Le 22 novembre 2015 en soirée, d'importantes perquisitions réalisées dans le cadre de la traque de Salah Abdeslam sont menées à Molenbeek-Saint-Jean. Initialement, ces événements sont massivement couverts par la presse, le plus souvent en live sur les réseaux sociaux. Rapidement, les services de police belge demandent via leur compte Twitter qu'un « lockdown » soit appliqué sur l'opération en cours et que plus aucune information ne soit communiquée en vue de mener à bien l'intervention. Cet appel est massivement suivi par les internautes belges qui, par dérision, partagent en grand nombre des images de chats sur Twitter suivi du hashtag « #BrusselsLockdown », en vue d'inonder le réseau social et de noyer dans la masse certaines informations qui filtreraient. Le 23 novembre 2015, par le biais de son compte Twitter, la police fédérale belge remercie avec humour les personnes ayant suivi les directives de la veille, en partageant une photo d'une gamelle de nourriture pour chat arborant le logo de leurs services.

## Impacts économiques
Dans un entretien accordé au Wall Street Journal en janvier 2016, Pieter Timmermans, patron de la Fédération des entreprises de Belgique, évalue l'impact du « lockdown » de Bruxelles sur l'économie belge à environ 350 000 000 €, soit 0,1% du produit intérieur brut de la Belgique. Les secteurs des transports, de l'horeca et du tourisme seraient les plus touchés,.
En mars 2016, Comeos, le porte-parole du commerce et des services en Belgique, estime que l'impact du "lockdown" s'élève à 100 000 000 € pour les commerces bruxellois, avec la confirmation de l'impact négatif pour le secteur de l'horeca. À l'opposé, le lockdown aurait eu un impact positif sur certains secteurs comme le gardiennage privé, les taxis et le commerce en ligne, avec pour ce dernier un accroissement de 25 % des transactions effectuées par rapport au mois de novembre de l'année précédente,

## Attentats du 22 mars 2016 à Bruxelles: résurgence du niveau 4
Le mardi 22 mars 2016, trois attentats-suicide à la bombe sont perpétrés en Région bruxelloise : deux à l'aéroport de Bruxelles-National et un à la station de métro Maelbeek, causant la mort de plus de trente personnes et en blessant plusieurs centaines. En conséquence, le plan catastrophe est déclenché et l'Organe de coordination de la menace relève le niveau d'alerte au niveau 4 pour l'ensemble du pays cette fois-ci. Les vols à destination de Bruxelles sont déroutés, la circulation ferroviaire est temporairement suspendue entre les gares de la Région bruxelloise ainsi que vers l'aéroport, la circulation des métros est interrompue, le quartier européen est bouclé, des militaires supplémentaires sont déployés, des contrôles policiers sont mis en place aux frontières, des lieux culturels sont fermés et le match de football opposant la Belgique au Portugal prévu le mardi 29 mars est d'abord annulé puis déplacé au Portugal,,,.
Cependant et contrairement aux événements de novembre 2015, le « lockdown » de Bruxelles est moindre. En effet, bien qu'on assiste à des conséquences similaires à celles de novembre 2015 et que nombre de fermetures de lieux culturels et de magasins et d'annulations de manifestations festives surviennent, il n'y a pas de fermeture systématique des écoles (excepté à Vilvorde où les écoles restent également fermées le mercredi,), la circulation des métros reprend partiellement dès le lendemain matin, le trafic ferroviaire est partiellement rétabli dès 16 h le jour-même et les magasins rouvrent progressivement leurs portes dès le lendemain ou le surlendemain,. En outre, le niveau d'alerte est ramené au niveau 3 le jeudi 24 mars, soit seulement deux jours après les attentats alors que le niveau n'avait été ramené à 3 qu'après six jours en novembre 2015